# 中村勝一
中村 勝一（なかむら かついち、1939年 - 2009年1月14日）は、日本の実業家。三菱石油（現・ENEOS）副社長を務めた。

## 略歴
長野県諏訪部上諏訪町（現・諏訪市）出身。長野県諏訪清陵高等学校を経て、東北大学工学部卒業。三菱石油（現・ENEOS）副社長。新日本石油精製（現・ENEOS）監査役。